# Facultatea de Medicină Harvard
Facultatea de Medicină Harvard sau Harvard Medical School (HMS) în engleză, este o facultate a Universității Harvard din Boston, Massachusetts. Ea a fost fondată pe 19 septembrie 1782 de către John Warren, Benjamin Waterhouse, și Aaron Dexter și este considerată una dintre cele mai prestigioase din SUA. Acesta este situată în Longwood Medical and Academic Area din Boston.